# Brandon Boykin
Brandon Boykin (ur. 13 lipca 1990 roku w Fayetteville w stanie Georgia) – amerykański zawodnik futbolu amerykańskiego, występujący na pozycji cornerbacka. Od 2012 roku zawodnik Philadelphia Eagles, grającego w lidze NFL.

## Szkoła średnia
Boykin uczęszczał do Fayette County High School (Georgia) i występował w jej drużynie futbolowej. Podczas jednego z sezonów, wraz z innym przyszłym zawodnikiem NFL Matthew Daniels, poprowadził swoją drużynę do sezonu bez porażki. Było to pierwsze takie zdarzenie w ponad 20-letniej historii tej drużyny. Boykin występował również w drużynie koszykówki swojej szkoły. Wygrał z nią mistrzostwo stanowe.

## College
Boykin uczęszczał do University of Georgia od 2008 roku do 2011. Zakończył karierę uniwersytecką z 159 tackles (szarżami), dziewięcioma interceptions (przejęciami) i jednym sack. Został wybrany MVP spotkania 2012 Outback Bowl, które jego drużyna przegrała oraz zdobywcą nagrody Paul Hornung Award, przyznawanej najbardziej wszechstronnym zawodnikom futbolu amerykańskiego występującym w rozgrywkach uniwersyteckich.

## NFL
Boykin był uważany za jednego z najlepszych zawodników na pozycji cornerbacka, którzy przystąpili do draftu. Został wybrany w czwartej rundzie (123 wybór) draftu NFL w roku 2012 przez zespół Philadelphia Eagles. Podpisał z nim czteroletni kontrakt 11 maja 2012.